# Friesland (district)
Friesland este un district în Saxonia Inferioară, Germania. Acesta este delimitat de, raioanele Wesermarsch , Ammerland , Leer și Wittmund și Marea Nordului. Orașul Wilhelmshaven este închis, dar nu fac parte din district. 

## Istorie
Regiunea Frisian a fost condusă de șefi locali , până în secolul al XV-lea;  
În 1438, în partea de nord a Landkreis Friesland a fost fondată domnia lui Jever. Frislanda de Est a fost de atunci privită ca un teritoriu ostil și o mulțime de ciocniri între Jever și Frislanda de Est au avut loc în timpul secolelor XV si XVI. Ultimul conducător al Jever-ului a fost Maria din Jever, care a condus până în 1575.
După moartea ei, Jever a devenit o parte din Oldenburg, dar Frislanda de Est făcut o cerere pentru teritoriu. De asemenea, în urmatoarele decenii, Frislanda de Est a încercat să blocheze toate drumurile între Jever și Oldenburg. Nu a fost înainte de secolul al XVII-lea, când ostilitățile dintre Frislanda de Est și Oldenburg s-au încheiat.
Din 1667 până la 1793, Jever a fost o enclavată a Anhalt-Zerbst și după ocuparea napoleonienă vestice a exclavei de Rusia. În 1818, Jever a devenit o parte din Oldenburg din nou.
Partea de sud a districtului de astăzi a Friesland-ului este " Friesische Wehde " ( " Pădurile Frisiene "), care, de asemenea, a fost cea mai mare parte din Oldenburg. Această regiune a format mai târziu districtul Varel.
Districtul a fost stabilit în 1933 prin fuziunea fostele districte ale Jeverului și Varelului sub numele de " Friesland ". În 1977, a fost dizolvat și împărțit între cartierele învecinate Wittmund și Ammerland. Dizolvarea a fost declarată neconstituțională în 1979 pentru că a încălcat drepturile primului stat Oldenburg și districtul a fost restabilit la vechile hotare în 1980.
Friesland este, de asemenea, o provincie din nord-vestul Olandei.

## Geografie
În est districtul este mărginit de Goful Jade, un golf de mică adâncime al Mării Nordului. Insula Wangerooge, una dintre Insulele din Frieslanda de Est, este o parte din Friesland.
Locuitorii din Frieslanda insistă că aceștia nu sunt o parte din Frieslanda de Est. Acest lucru este oarecum confuz , deoarece Frieslanda este situată la est de Frieslanda de Est, iar geografii privesc Frieslanda ca o parte din această regiune. Distincția are motive istorice: Frieslanda a fost un stat independent din 1438 până în 1575. Atunci și după regiunea poartă numele " Friesland ", deși acest lucru este, de asemenea, numele german pentru întreaga Frisie.

## Stema
Leul este stema căpeteniilor din Jever; a fost simbolul domniei lui Jever. Stema este: "Azure, un leu agresiv"

## Orașe și municipii
| Cities                         | Municipalities |
| ------------------------------ | --- |
| 1. Jever 2. Schortens 3. Varel | 1. Bockhorn 2. Sande 3. Haddien 4. Hooksiel 5. Hohenkirchen 6. Horum 7. Houmersiel 8. Minsen 9. Oldorf 10. Schillig 11. Waddewarden 12. Wiarden 13. Wangerooge 14. Zetel |

1. 1 2  GeoNames